# Commercio dell'avorio

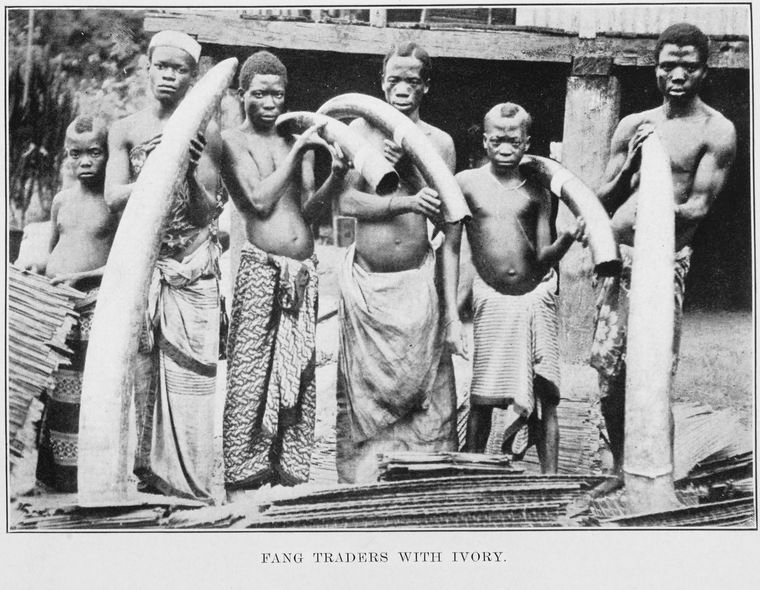
Commercianti d'avorio 1912

Il commercio dell'avorio o traffico di avorio è il commercio, spesso illegale, delle zanne d'avorio dell'ippopotamo, del tricheco, del narvalo e dell'elefante africano ed asiatico.

## Storia
L'avorio fu una merce di scambio per centinaia d'anni tra popolazioni della Groenlandia, dell'Alaska e della Siberia.
Il commercio, in tempi recenti, ha portato alla messa in pericolo delle specie da cui si ricava e quindi a restrizioni e proibizioni. L'avorio è usato per fare i tasti del pianoforte e altri generi decorativi.
Una soluzione al bracconaggio e al commercio illegale si focalizza sul controllo dei movimenti dell'avorio a livello internazionale attraverso CITES (la Convenzione sul commercio internazionale delle specie minacciate di estinzione). CITES ha creato due sistemi di monitoraggio: il Monitoring the Illegal Killing of Elephants (MIKE) per il monitoraggio dell'uccisione illegale di elefanti e l'Etis (Elephant Trade Information System: Sistema informativo sul commercio di elefanti).
Nel 2011 sono state confiscate 26,4 tonnellate di avorio mentre dal 2003 al 2010 ne erano state sequestrate circa la metà. Il rapporto della banca dati Etis sul commercio illegale di avorio del 2012 conferma la floridità del mercato. Il 6 gennaio 2013 il governo cinese distrugge pubblicamente sei tonnellate di avorio provenienti dal commercio illegale per sensibilizzare la popolazione sulla tematica. Di recente anche Gabon, Filippine e Stati Uniti hanno eliminato le loro scorte di avorio.

## Storia del commercio dell'avorio

### Avorio nel periodo coloniale
I primi cacciatori di elefanti si attivano già all'inizio del XX secolo